# HKTシャカリキ48!
『HKTシャカリキ48!』（エイチケーティー・シャカリキ・フォーティーエイト）は、2014年7月5日から同年12月27日まで九州朝日放送で毎週土曜日0:55 - 1:25（金曜日深夜）に放送されていたバラエティ番組。ディップ（バイトル）の単独提供で、福岡県ローカル。

## 概要
福岡のアイドル・HKT48がさまざまなアルバイトに挑戦し、それで得た給料を用いて応援してくれているファンに恩返しをする。HKT48劇場支配人の指原莉乃が考えた恩返しプランは、オリジナル傘を作成して劇場に「置き傘」を設置すること。

## 出演者
- HKT48
  - チームH：秋吉優花、穴井千尋、宇井真白、梅本泉、岡本尚子、神志那結衣、兒玉遥、駒田京伽、坂口理子、指原莉乃、田中菜津美、田中美久、松岡菜摘、矢吹奈子、山田麻莉奈、山本茉央、若田部遥
  - チームKIV：伊藤来笑、今田美奈、植木南央、多田愛佳、岡田栞奈、草場愛、熊沢世莉奈、後藤泉、下野由貴、冨吉明日香、朝長美桜、田中優香、渕上舞、宮脇咲良、村重杏奈、本村碧唯、森保まどか
  - 研究生：栗原紗英、坂本愛玲菜、筒井莉子、外薗葉月、山内祐奈
- 岡本啓（ナレーション）

## 放送日程
| 回 | 放送日        | アルバイトメンバー            | アルバイト内容・アルバイト先                      | アルバイト代                  | 備考                          |
| -- | ------------- | ----------------------------- | ------------------------------------------------- | ----------------------------- | ----------------------------- |
| 1  | 2014年 7月5日 | 宮脇咲良                      | ラーメン屋（博多一幸舎博多デイトス店）            | 4,800円                       | [ 注 2 ]                      |
| 2  | 7月10日       | 宮脇咲良                      | ラーメン屋（博多一幸舎博多デイトス店）            | 4,800円                       |                               |
| 3  | 7月17日       | 穴井千尋                      | ペットシッター（ペットサービス いーすまいる）     | 8,000円                       |                               |
| 4  | 7月26日       | 渕上舞                        | 明太子工場（株式会社千曲屋本社）                  | 4,500円                       |                               |
| 5  | 8月2日        | 兒玉遥                        | カラオケ店（コロッケ倶楽部あっけらかん大名店）    | 4,250円                       |                               |
| 6  | 8月9日        | 坂口理子                      | ホテル客室清掃員（株式会社セイビ九州）            | 3,800円                       |                               |
| 7  | 8月16日       | 植木南央                      | ベビー・キッズシッター（イコニコ・カンパニー）    | 5,200円                       |                               |
| 8  | 8月23日       | 若田部遥                      | ヤフオクドームツアーガイド（福岡ヤフオク!ドーム） | 6,375円                       | [ 注 8 ]                      |
| 9  | 8月30日       | 本村碧唯                      | 水族館（マリンワールド海の中道）                  | 4,600円                       | [ 注 10 ]                     |
| 10 | 9月6日        | 駒田京伽                      | ボウリング場（博多スターレーン）                  | 3,750円                       |                               |
| 11 | 9月13日       | 森保まどか                    | 結婚式場（ウエディングアイランド・マリゾン）      | 4,050円                       | [ 注 12 ]                     |
| 12 | 9月20日       | 神志那結衣                    | 花市場（福岡花市場）                              | 4,250円                       |                               |
| 13 | 9月27日       | 岡本尚子                      | 博多曲物（柴田徳商店）                            | 4,000円                       |                               |
| 14 | 10月4日       | 岡本尚子                      | 博多曲物（柴田徳商店）                            | 4,000円                       |                               |
| 15 | 10月11日      | 後藤泉                        | ガソリンスタンド（相光石油㈱ Mobil長浜SS）        | 4,250円                       |                               |
| 16 | 10月18日      | 下野由貴                      | 梨の収穫（コロコロ梨工房）                        | 4,000円                       |                               |
| 17 | 10月25日      | 多田愛佳                      | ケーキ屋（ル・サントーレ久留米店）                | 4,150円                       |                               |
| 18 | 11月1日       | 栗原紗英                      | スケート場（パピオアイスアリーナ）                | 3,650円                       |                               |
| 19 | 11月8日       | 山本茉央                      | 映画館（TOHOシネマズ天神・ソラリア館）            | 4,290円                       |                               |
| 20 | 11月15日      | 今田美奈                      | 宅配便（佐川急便博多駅前1丁目サービスセンター）   | 4,000円                       |                               |
| 21 | 11月22日      | 松岡菜摘                      | バスアナウンサー（FUKUOKA OPEN TOP BUS）          | 2,000円                       | [ 注 16 ] [ 注 17 ] [ 注 18 ] |
| 22 | 11月29日      | 冨吉明日香                    | 郵便局（福岡中央郵便局）                          | 5,400円                       |                               |
| 23 | 12月6日       | 朝長美桜                      | 食品サンプル製造（株式会社サンプルRIKI）          | 3,750円                       |                               |
| 24 | 12月13日      | 村重杏奈                      | 巫女（福岡縣護國神社）                            | 3,750円                       |                               |
| 25 | 12月20日      | HKT48オリジナル傘のデザイン!! | HKT48オリジナル傘のデザイン!!                     | HKT48オリジナル傘のデザイン!! | [ 注 20 ]                     |
| 25 | 12月20日      | 穴井千尋                      | 洋傘の製造卸など（株式会社ブロンズ九州営業所）    | -                             | [ 注 20 ]                     |
| 26 | 12月27日      | 穴井千尋                      | 洋傘の製造卸など（株式会社ブロンズ九州営業所）    | 2,400円                       | [ 注 24 ]                     |

## スタッフ
- 企画・監修：秋元康
- 協力：Y&N Brothers
- カメラ：山崎陽子、金堂誠之、三苫亮
- 音声：白井淳、山田有一郎
- 技術アシスタント：木村俊介、木庭忠義
- 選曲：松尾優子
- MA：西本慎也
- 取材ディレクター：本田尚史、河津宰、吉見一弘、桑原希、有馬竜一
- AD：村松一史
- 編集ディレクター：深川優作、ぽいずん
- プロデューサー：倉八謙介、築城隆史
- 制作：KBC映像、九州朝日放送